# Johan Niclas Byström

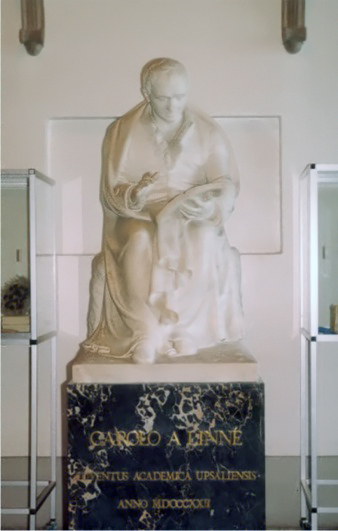
Statua Karola Linneusza, Uppsala

Johan Niclas Byström (ur. 18 grudnia 1783 w Filipstad, zm. 13 marca 1848 w Rzymie) – szwedzki rzeźbiarz.

## Życiorys
Jego ojciec był kupcem i takie dał mu wykształcenie. Gdy miał 20 lat zmarł jego ojciec, a on mógł zrealizować swoje marzenie udać się do Sztokholmu i tam studiować. W stolicy jego mentorami zostali Johan Tobias Sergel oraz Louis Masreliez.
W 1809 roku otrzymał główną nagrodę Kungliga Akademien för de fria konsterna (Królewskiej Akademii Sztuki), co pozwoliło mu przenieść się w czerwcu 1810 roku do Rzymu, który stał się jego drugim domem. W 1816 roku został zastępcą profesora na Akademii Sztuk Pięknych w Sztokholmie, a w 1832 został profesorem Akademii. W kolejnych latach przebywał głównie w Carrarze, gdzie posiadał dom i małe kamieniołomy marmuru. Powstało tam wiele prac, które sprzedał królowi szwedzkiemu.
Na powrót do Sztokholmu zdecydował się w roku 1838. Zbudował wtedy willę w stylu włoskim na wyspie Djurgården. Jednak gdy stan jego zdrowia się pogorszył wrócił do łagodniejszego klimatu we Włoszech. Tam też zmarł w roku 1848 zapisując w testamencie część swojej fortuny Karolinie Bygler, która była jego gospodynią i jego modelem w Rzymie. Kolekcja jego prac została sprzedana na aukcji w 1853 roku. 

## Wybrane prace
- Pandora
- Hygiea
- Nympf
- Mars
- Karl X.
- Karl XI.
- Karl XII.
- Gustav II. Adolph
- Karl XIV. Johann
- Kärleken, omgiven av unga kvinnor av olika karaktärer
- Den liggande bacchantinnan
- Venus (Zamek Säfstaholm)
- Amor (Zamek Säfstaholm)
- Badande flicka
- Junona karmiąca Herkulesa (Zamek Rosendal)
- Bellman (w brązie, Djurgården)
- Linné (Uppsala)
- Harmonien
- Flicka med dufvor